# Combattenti per la Libertà del Bangsamoro Islamico
I Combattenti per la Libertà del Bangsamoro Islamico (in inglese Bangsamoro Islamic Freedom Fighters; noti anche come Bangsamoro Islamic Freedom Movement) sono un movimento islamista paramilitare terroristico nato nel 2008 da una scissione dal MILF, fautore di ideali riconducibili al fondamentalismo islamico e impegnato in modo militante nell'organizzazione e nell'esecuzione di violente azioni ostili nelle Filippine. Avente base nella regione di Mindanao, il BIFF ha un ruolo minore all'interno del conflitto Moro e opera principalmente nella provincia di Maguindanao ed in altre regioni del Mindanao centrale.
È stato guidato sino alla sua morte avvenuta il 14 aprile 2015 dal guerrigliero e criminale filippino Ameril Umbra Kato. Subito dopo la sua scomparsa, Kato fu sostituito da Esmael Abubakar, noto anche come "Comandante Bungos" (in tagalog Kumander Bungos).

## Storia
Nel 2008, Kato ruppe la sua alleanza con il Fronte di Liberazione Islamico Moro (MILF). In seguito all'annullamento del Memorandum d'intesa sul dominio ancestrale (stilato dal governo filippino e dal MILF) da parte della Corte Suprema, Kato guidò un gruppo di suoi fedeli in un attacco contro dei civili. Due anni dopo, Kato creò ufficialmente un proprio gruppo separato, con obbiettivo la secessione dalla Filippine e la creazione di uno Stato islamico. Secondo le stime di Kato, il BIFF vantava un gruppo di circa 5 000 guerriglieri, ma secondo fonti del governo si trattava solamente di un centinaio. Fu solamente nell'agosto 2011 che il MILF riconobbe ufficialmente la scissione, definendo il BIFF come un "commando spaesato".
Nel 2012 il BIFF rifiutò l'Accordo Quadro sul Bangsamoro, un trattato di pace preliminare tra il Governo delle Filippine ed il MILF, e minacciò di continuare le proprie insurrezioni. Nel gennaio 2014, dopo la firma degli ultimi allegati dell'Accordo Quadro sul Bangsamoro, le Forze Armate delle Filippine lanciarono una missione contro il BIFF, nota con il nome di Operation Darkhorse. L'esercito conquistò il quartier generale del gruppo a Shariff Saydona Mustapha, Maguindanao, il quale comprendeva circa 500 combattenti.
Il 4 febbraio 2014, il capo del Consiglio di Comando Islamico del Fronte di Liberazione Nazionale Moro (MNLF) Habib Mujahab Hashim confermò lo stabilimento di un'alleanza tra il BIFF ed il suo gruppo.
Assieme all'MILF, il 25 gennaio 2015 il gruppo fu coinvolto nella strage di Mamasapano, che causò la morte di 44 membri delle forze speciali (Special Action Force o SAF), 18 del MILF e 5 del BIFF. In seguito al tragico evento, il BIFF iniziò una serie di conflitti con l'esercito filippino ed il mese seguente il capo delle Forze Armate filippine Gregorio Pio Catapang annunciò una guerra totale contro il gruppo. L'offensiva militare causò più di cento vittime all'interno del BIFF.